# Favia maritima
Favia maritima là một loài san hô trong họ Faviidae. Loài này được Nemenzo mô tả khoa học năm 1971.